# Torčec
Torčec je selo u Podravini, općina Drnje. Nalazi se oko 10 km sjeveroistočno od Koprivnice na pruzi Koprivnica – mađarska granica. U 2021. godini je zabilježeno 496 stanovnika. U blizini naselja postoje važna arheološka nalazišta.

## Povijest
Prvobitno naselje je vjerojatno stradalo u provali Tatara 1242. godine, koji su u blizini prešli Dravu i poharali čitavu okolicu. Kasnije obnovljeno naselje za koje se pouzdano zna da je nosilo naziv Ketel (Kedhel), na što danas podsjeća jedino naziv polja Keter. 
Naziv Kedhel je došao od riječi »Kedd« što na mađarskom znači utorak i »hely« što na mađarskom znači mjesto. Prema tome naziv Torčec (prošireno Utorčec, od riječi »utorak«) bi bio hrvatski prijevod mađarskog naziva Kedhel. Na sličan su način, po danima u tjednu, dobila ime naselja: Nedelišće - od nedjelje, Subotica - od subote, Središće, Srdinec - od srijede itd. U jednom dokumentu iz 1353. godine u području današnjeg Torčeca spominju se plemići »de Rathkakedhel«, a taj je dokument prvi, za sada poznati, dokaz da se naselje tada zove Ketel ili Kedhel, skraćeno od Rathkakedhel. Godine 1382. selo Ketel je spadalo u sastav vlastelinstva Rasinja.
U Torčecu su u 17. stoljeću živjeli slobodnjaci. Njihov postanak je vezan uz naseljavanje. U težnji da u pusta sela svojih posjeda privuku nove seljake, feudalci su im nudili i davali slobodnjačke povlastice. 
Nakon 1800. godine došlo je do znatnog porasta broja stanovnika, što je utjecalo na intenzivniju obradu zemlje radi osiguranja prehrane. Najveći utjecaj su imali vodotoci koji su djelovali na preseljenje čitavog naselja. Međuodnos ljudi i prirode se najbolje vidi kroz intenzivnu poljoprivrednu proizvodnju, ali i u tradicionalnom graditeljstvu od prirodnih materijala te u prehrani i svakodnevnom životu stanovnika sela. 
Od 1848. godine dolazi do procesa modernizacije. Torčec je do početka 1907. godine sastavni dio općine Đelekovec, a kasnije općine Drnje. 
Između dva svjetska rata (1918. – 1945.) dolazi do oživljavanja društvenog i kulturnog života pod utjecajem HSS-a. Raspadom NDH u svibnju 1945. godine Torčec ulazi u sastavu Hrvatske kao dio Demokratske Federativne Jugoslavije. Selo Torčec je nakon drugog svjetskog rata prvobitno bilo u sastavu općine Drnje, a nakon njenog ukidanja ulazi u sastav velike općine Koprivnica u kojoj se nalazilo do početka 1993. godine. U Torčecu je kao lokalna jedinica samouprave ustrojena Mjesna zajednica koja je provodila razne aktivnosti za razvoj sela.
U proljeće 1990. godine, na prvim poslijeratnim demokratskim i višestranačkim izborima u Hrvatskoj u Torčecu su pobijedili kandidati Hrvatske demokratske zajednice, kao i u najvećem dijelu Hrvatske u kojoj je uspostavljeno višestranačje, demokracija i sloboda privatnog poduzetništva. Prvu obranu 1991. godine napadnute Hrvatske organizirali su pripadnici hrvatskog Ministarstva unutarnjih poslova (MUP) i Zbora narodne garde Republike Hrvatske (ZNG RH) te štabovi Teritorijalne obrane, Narodne zaštite i Civilne zaštite kakvi su postojali i na području Torčeca. Dio stanovnika Torčeca sudjelovao je u Domovinskom ratu za obranu i oslobođenje Republike Hrvatske te u konačnim pobjedama čiji su vrhunac bile akcije Bljesak i Oluja 1995. godine. 
Danas se društveni i sportski život Torčeca, bez obzira na rastuću depopulaciju, deagrarizaciju i deruralizaciju te senilizaciju stanovništva, uz brojna društva najviše odvija u raznim segmentima rada, a poglavito u okviru manifestacije »Torčansko kralevo« te Društva za povjesnicu i starine Torčec (predsjednik Ivan Zvijerac), koje je u ovom selu osnovalo Zavičajni muzej i zahvaljujući djelatnicima ovog Društva pokrenulo realizaciju prve monografije o Torčecu (2000.) u sunakladništvu Nakladne kuće »Dr. Feletar« (danas Meridijani). U okolici Torčeca su brojna arheološka nalazišta (najpoznatija su Cirkvišće i Gradić).

## Stanovništvo
| broj stanovnika | 925   | 915   | 895   | 1022  | 993   | 1048  | 1020  | 1027  | 1009  | 999   | 969   | 891   | 867   | 786   | 697   | 621   | 496   |
|                 | 1857. | 1869. | 1880. | 1890. | 1900. | 1910. | 1921. | 1931. | 1948. | 1953. | 1961. | 1971. | 1981. | 1991. | 2001. | 2011. | 2021. |

## Šport
- NK Podravec, nogometni klub